# عتیقه‌شناس

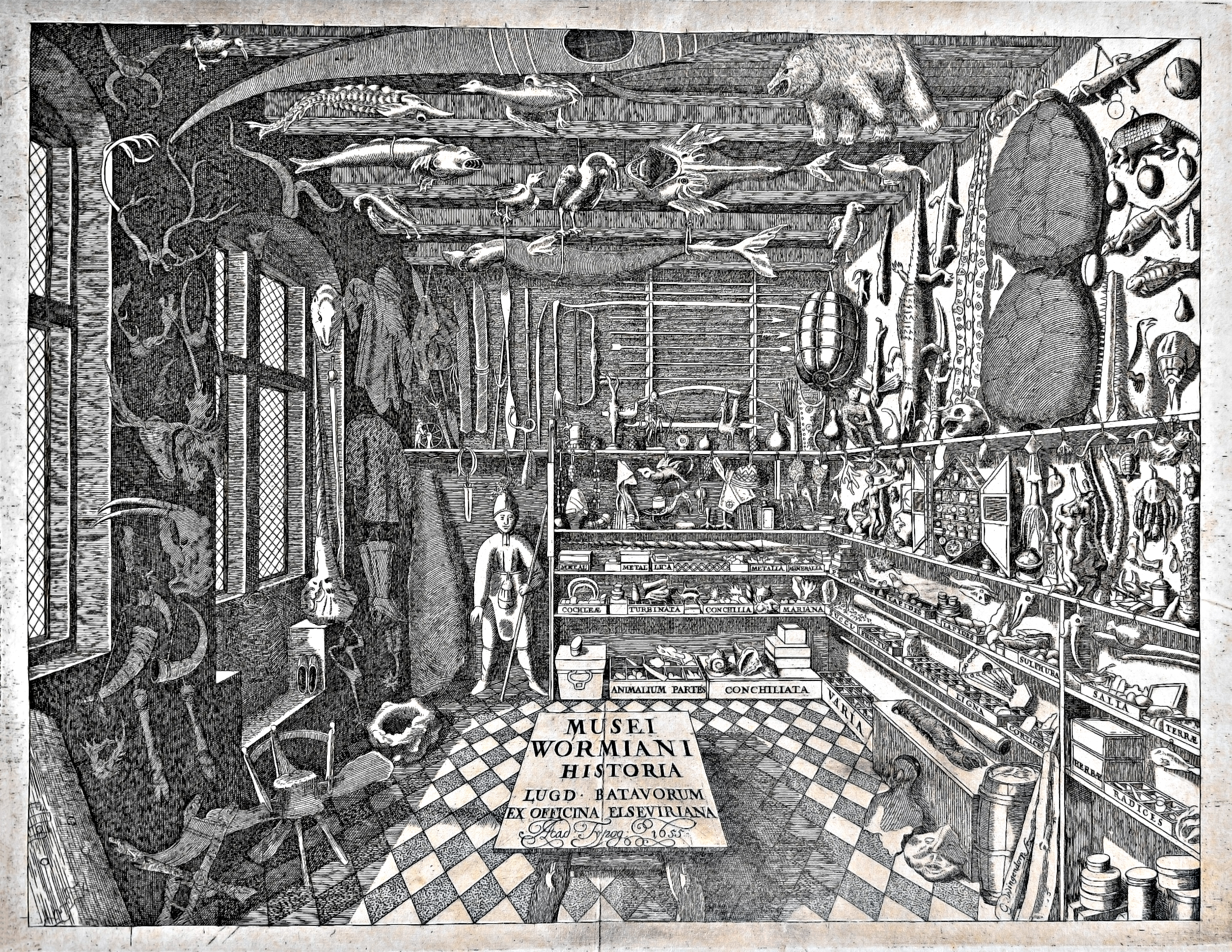
کابینت عجایب ال ورم، از کتاب موزه ورمی سال ۱۶۵۵

عتیقه‌شناس (انگلیسی: Antiquarian، لاتین: antiquarius) به افراد پژوهشگر یا علاقه‌مند به آثار باستانی و مصنوعات گذشتگان گفته می‌شود. به‌طور خاص، عتیقه‌شناسی مطالعهٔ تاریخ است با توجه ویژه به دست‌ساخته‌ها و محوطه‌های باستانی یا آرشیو‌ها و نسخ خطی تاریخی.
تفاوت عتیقه‌شناسی و باستان‌شناسی این است که در عتیقه‌شناسی جمع‌آوری اطلاعات به خاطر خود اطلاعات و در نتیجه عاری از هر گونه تفسیر است.
علم عتیقه‌شناسی (به انگلیسی: antiquarianism) در اصل روشی تحقیقی بود که در اروپا بین قرون ۱۵ تا ۱۸ میلادی شکوفا شد و اساس آن تمرکز بر شواهد تجربی بود. عتیقه‌شناسان تنها به امور واقع می‌پرداختند و علاقه‌ای به نظریه‌پردازی نداشتند.
امروز اصطلاح عتیقه‌شناس معمولاً در معنایی تحقیرآمیز به در مورد کسانی به کار می‌رود که به جای نگرش کلی به بافتار و روند تاریخی بر امور کم‌اهمیت واقع تاریخی تمرکز می‌کنند.